# Europapokal der Pokalsieger (Handball) 1986/87
Der Europapokal der Pokalsieger 1986/87 war die zwölfte Austragung des Wettbewerbs für europäische Handball-Pokalsieger. Die 25 teilnehmenden Mannschaften qualifizierten sich in ihren Heimatländern über den nationalen Pokalwettbewerb für den von der Internationalen Handballföderation (IHF) organisierten Europapokal. Im Finale setzte sich der sowjetische Vertreter ZSKA Moskau gegen den Schweizer Teilnehmer ZMC Amicitia Zürich durch (16:18, 22:17).

## Chronologie des Wettbewerbs

### Erste Runde
|                        | Gesamt   |                   | Hinspiel | Rückspiel |
| ---------------------- | -------- | ----------------- | -------- | --------- |
| HC Sportist Kremikowzi | 41:37    | Ionikos Athen     | 23:15    | 18:22     |
| HC Berchem             | 28:33    | Union Beynoise    | 16:18    | 12:15     |
| Sparta IF              | 32:54    | Helsingør IF      | 16:21    | 16:33     |
| HC Köflach             | 46:46(A) | USAM Nîmes        | 28:20    | 18:26     |
| SK Rapp                | 29:49    | ZSKA Moskau       | 15:21    | 14:28     |
| Kyndil Tórshavn        | 34:38    | NCR-Blauw Wit     | 19:20    | 15:18     |
| Birkenhead HC          | 12:82    | UMF Stjarnan      | 03:36    | 09:46     |
| Hapoel Ramat Gan       | (a)      | Pallamano Scafati |          |           |
| RD Slovan              | (a)      | Shimiel Istanbul  |          |           |

Die übrigen Vereine (SC Leipzig, MTSV Schwabing, Tatra Kopřivnice, CB Tecnisán Alicante, ZMC Amicitia Zürich, Rába Vasas ETO und HK Drott) zogen durch ein Freilos automatisch ins Achtelfinale ein.

### Achtelfinale
|                      | Gesamt   |                        | Hinspiel | Rückspiel |
| -------------------- | -------- | ---------------------- | -------- | --------- |
| NCR-Blauw Wit        | 26:44    | SC Leipzig             | 16:25    | 10:19     |
| MTSV Schwabing       | 41:35    | HC Sportist Kremikowzi | 25:17    | 16:18     |
| RD Slovan            | 39:35    | UMF Stjarnan           | 22:15    | 17:20     |
| Helsingør IF         | 36:36(A) | Tatra Kopřivnice       | 21:21    | 15:15     |
| CB Tecnisán Alicante | 38:38(A) | ZMC Amicitia Zürich    | 22:18    | 16:20     |
| Union Beynoise       | 41:51    | USAM Nîmes             | 23:25    | 18:26     |
| Hapoel Ramat Gan     | 43:51    | Rába Vasas ETO         | 25:32    | 18:19     |
| ZSKA Moskau          | 55:39    | HK Drott               | 26:18    | 29:21     |

### Viertelfinale
|                | Gesamt   |                     | Hinspiel | Rückspiel |
| -------------- | -------- | ------------------- | -------- | --------- |
| USAM Nîmes     | 35:37    | ZMC Amicitia Zürich | 19:19    | 16:18     |
| SC Leipzig     | 30:34    | ZSKA Moskau         | 17:14    | 13:20     |
| RD Slovan      | 40:36    | Tatra Kopřivnice    | 26:17    | 14:19     |
| Rába Vasas ETO | 38:38(A) | MTSV Schwabing      | 23:17    | 15:21     |

### Halbfinale
|                | Gesamt |                     | Hinspiel | Rückspiel |
| -------------- | ------ | ------------------- | -------- | --------- |
| MTSV Schwabing | 38:44  | ZMC Amicitia Zürich | 20:20    | 18:24     |
| RD Slovan      | 33:48  | ZSKA Moskau         | 19:22    | 14:26     |

### Finale
|                     | Gesamt |             | Hinspiel | Rückspiel |
| ------------------- | ------ | ----------- | -------- | --------- |
| ZMC Amicitia Zürich | 35:38  | ZSKA Moskau | 18:16    | 17:22     |

#### Hinspiel
| ZMC Amicitia Zürich | ZMC Amicitia Zürich | ZSKA Moskau | ZSKA Moskau |
| | Hinspiel Samstag, 2. Mai 1987, 14:30 Uhr in Zürich (Saalsporthalle) Ergebnis: 18:16 (8:9) Zuschauer: 3.000 (ausverkauft) Schiedsrichter: Jug, Jeglic ( Jugoslawien)                                                           |             |             |
| Remo Kessler – Roger Keller (3/1), Martin Glaser (7), Jens Meyer (3), Jürgen Bätschmann, Marc Bär (2), Stefano Balmelli (1), Andreas Platz, René Barth, Roland Besek, Stefan Schärer (2) Trainer: Urs Brunner | Nikolai Schukow, Pawel Sukosjan – Igor Sasankow (3), Wladimir Manuilenko (6), Michail Wassiljew (2), Wadim Mursakow (1), Senkewitsch, Alexander Rymanow (1), Igor Zubjuk (1), Juri Schitnikow (2/2), Nikolai Ermolin, Wlawkin |             |             |

#### Rückspiel
| ZSKA Moskau | ZSKA Moskau | ZMC Amicitia Zürich | ZMC Amicitia Zürich |
| | Rückspiel Sonntag, 10. Mai 1987, 16:00 (15:00 MESZ) Uhr in Moskau (ZSKA-Sporthalle) Ergebnis: 22:17 (13:8) Zuschauer: 1.900 Schiedsrichter: Broman, Blademo ( Schweden)                                                      |                     |                     |
| Nikolai Schukow, Pawel Sukosjan – Igor Sasankow (3), Wladimir Manuilenko (4), Michail Wassiljew (3), Nikolai Ermolin, Wadim Mursakow (3), Alexander Rymanow (2), Igor Zubjuk (2), Wlawkin, Juri Schitnikow (5/5) | Remo Kessler, Jürg Steger – Roger Keller (8/4), Martin Glaser (2), Jens Meyer (2), Jürgen Bätschmann, Marc Bär, Stefano Balmelli, Martin Hotz (1), René Barth (1), Roland Besek (1), Stefan Schärer (2) Trainer: Urs Brunner |                     |                     |